# Шарлотта Августа Уельська
Шарлотта Августа Уельська (англ. Charlotte Augusta of Wales; 7 січня 1796, Лондон — 6 листопада 1817, Ішера) — єдина дитина Георга, принца Уельського (пізніше став королем Георгом IV) і його дружини Кароліни Брауншвейзької. Протягом усього свого життя принцеса займала друге місце в лінії престолонаслідування після батька.
Батьки Шарлотти Августи недолюблювали один одного ще до шлюбу і розійшлися незабаром після народження дочки. Турботу про принцесу принц Уельський поклав на гувернанток і слуг, обмеживши спілкування дочки з матір'ю, яка врешті-решт покинула країну. Коли Шарлотта виросла, батько примушував її до шлюбу з Віллемом, наслідним принцом Оранським, майбутнім королем Нідерландів Віллемом II. Спочатку принцеса прийняла Віллема, проте незабаром відкинула можливість укладення з ним шлюбу. Після тривалого протистояння з батьком за його згодою вийшла заміж за Леопольда Саксен-Кобург-Заальфельдського, майбутнього короля Бельгії. Через півтора року щасливого шлюбу Шарлотта Августа померла під час пологів мертвонародженого сина.
Смерть Шарлотти стала горем для британців, які вбачили в ній майбутню королеву, яка б разюче відрізнялася від непопулярного батька і божевільного діда. Оскільки Шарлотта була єдиною законною онукою Георга III, на неодружених синів короля став чинитися значний тиск з пошуку дружин. У підсумку четвертий син короля Георга III Едуард Август, герцог Кентський, став батьком потенційної спадкоємиці престолу Вікторії Александріни, яка народилася через вісімнадцять місяців після смерті Шарлотти Августи.